# Iglesia de San Clemente (Moscú)
La iglesia de San Clemente (en ruso: Храм Священномученика Климента) es un templo ortodoxo en Moscú dedicado al Papa San Clemente I. Se sitúa en la calle Piatnitskaya y su construcción data de la segunda mitad del siglo XVIII, entre 1762 y 1774. Se considera como un notable ejemplo de arquitectura barroca moscovita, aunque el nombre del arquitecto se desconoce.  

## Historia
La primera mención de la iglesia en fuentes escritas data de 1612 y está relacionada con los acontecimientos de la batalla de Moscú de 1612 entre las fuerzas polaco-lituanas del hetman Jan Karol Chodkiewicz y las milicias populares rusas. El 24 de agosto de 1612, en la prisión de Klimentevski (cerca de la actual iglesia), se produjeron intensos combates entre los cosacos que defendían la prisión y las tropas del hetman Chodkiewicz. Durante la batalla, las tropas del hetman lograron tomar la prisión y la iglesia de San Clemente. Pero Abraham Palitsyn logró la hazaña de detener la retirada de los cosacos de la prisión. 
La iglesia fue reconstruida y consagrada en 1720, luego, en 1756-1758, se añadió una iglesia refectorio y un campanario. En 1762 la congregación recibió permiso para derribar la antigua iglesia y en 1769, gracias a las donaciones del comerciante Matvéyev, se construyó una iglesia barroca de cinco cúpulas, que aún se conserva en la actualidad. La autoría del logro no está bien establecida. Se supone que fue Iván Yakovlev quien lo construyó según un proyecto de Pietro Trezzini(según otras fuentes, según un proyecto de Alexéi Evlachev). En la Leyenda de la Iglesia de San Clemente de Roma (descubierta a mediados del siglo XIX en Verjneuralsk), está escrito que el general Alekséi Bestúzhev-Riumin, cuya mansión se encontraba cerca, asignó una suma de 70.000 para la construcción de la iglesia de San Clemente.
El poeta del siglo XIX Apollon Grigoriev recuerda en sus memorias cómo la iglesia dominaba el panorama de su barrio en su infancia. En pleno periodo soviético, la iglesia fue cerrada en 1929 y en 1934 comenzó a ser utilizada para el almacenamiento de libros en la Biblioteca Estatal Rusa.
En 2008, se retiraron los libros almacenados y la iglesia fue devuelta a la comunidad ortodoxa. Durante varios años sólo una parte de la iglesia se utilizó para la liturgia. Luego, con el apoyo financiero del gobierno de Moscú, se llevó a cabo una restauración que se completó en 2014. El 27 de septiembre de 2014, el Patriarca Cirilo de Moscú consagró la iglesia.

## Arquitectura
La iglesia cuenta con cinco cúpulas y dos pisos. Su estilo y la época de su construcción en el estado en que la vemos, es decir la época isabelina (1741-1761), clasifica esta iglesia en el estilo barroco isabelino. Desde luego, muestra fuerte dependencia de modelos similares de la entonces capital, San Petersburgo y rasgos como la variedad de formas decorativas, y la impresión de riqueza, característicos de la etapa de Isabel I de Rusia. 
Su interior conserva un fastuoso tono ornamentado, no obstante que desde 1934 su uso religioso se abandonó y una puerta exenta de entrada fue demolida. El altar mayor está dedicado a la Transfiguración y el primer nombre que recibió la iglesia fue Iglesia de la Transfiguración del Señor.

## Galería

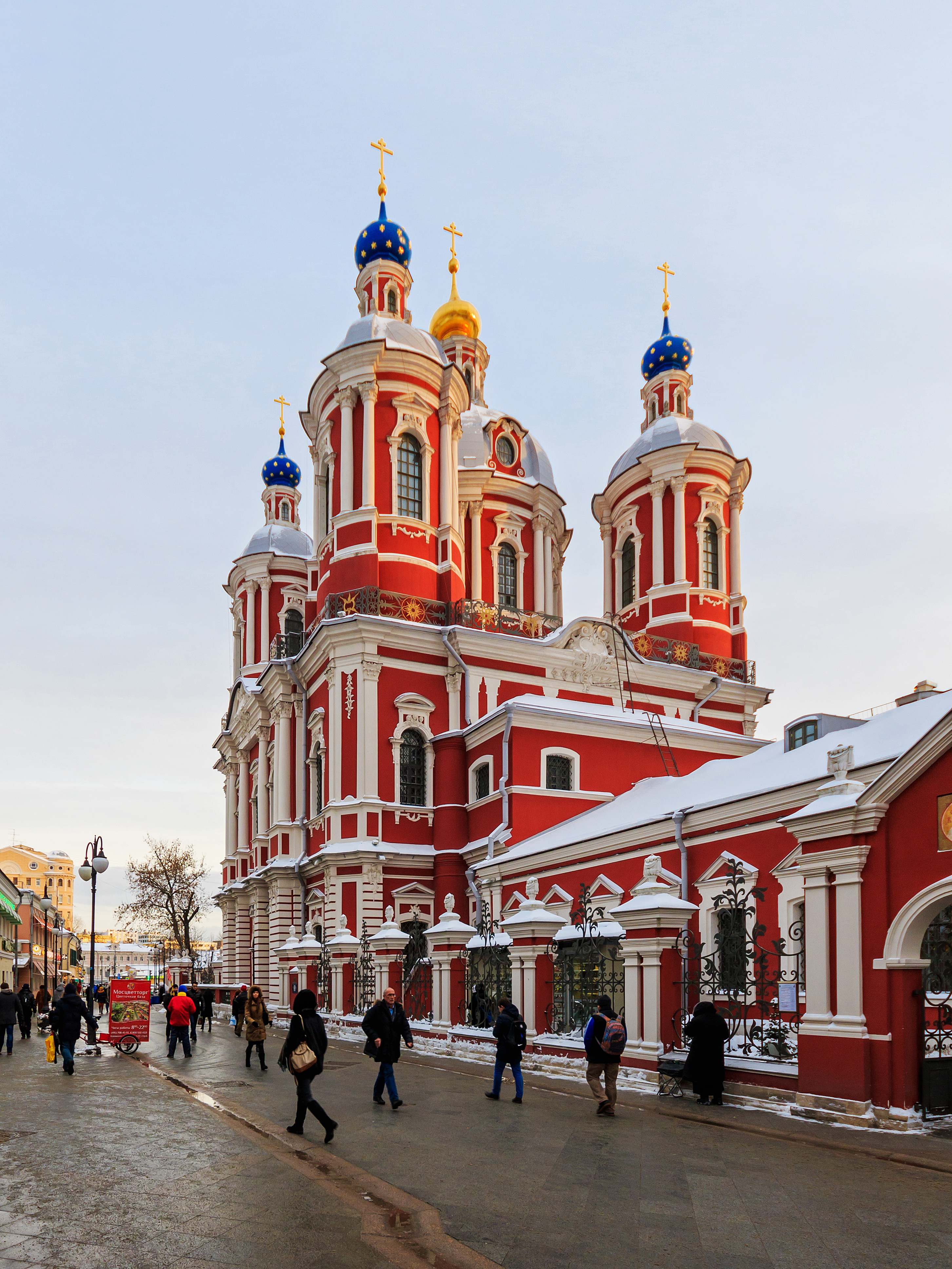
Parte trasera de la iglesia
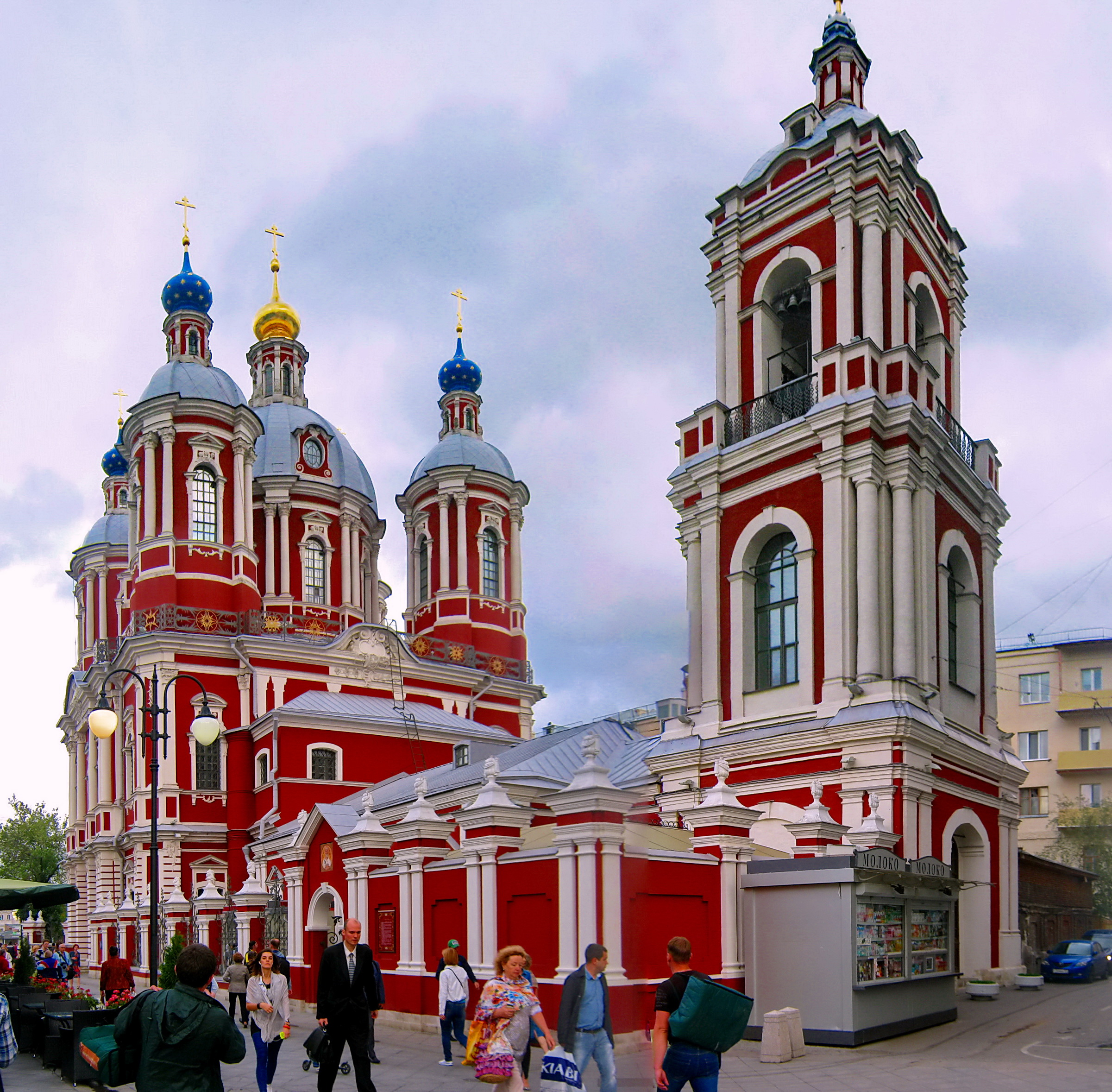
Vista lateral de la iglesia
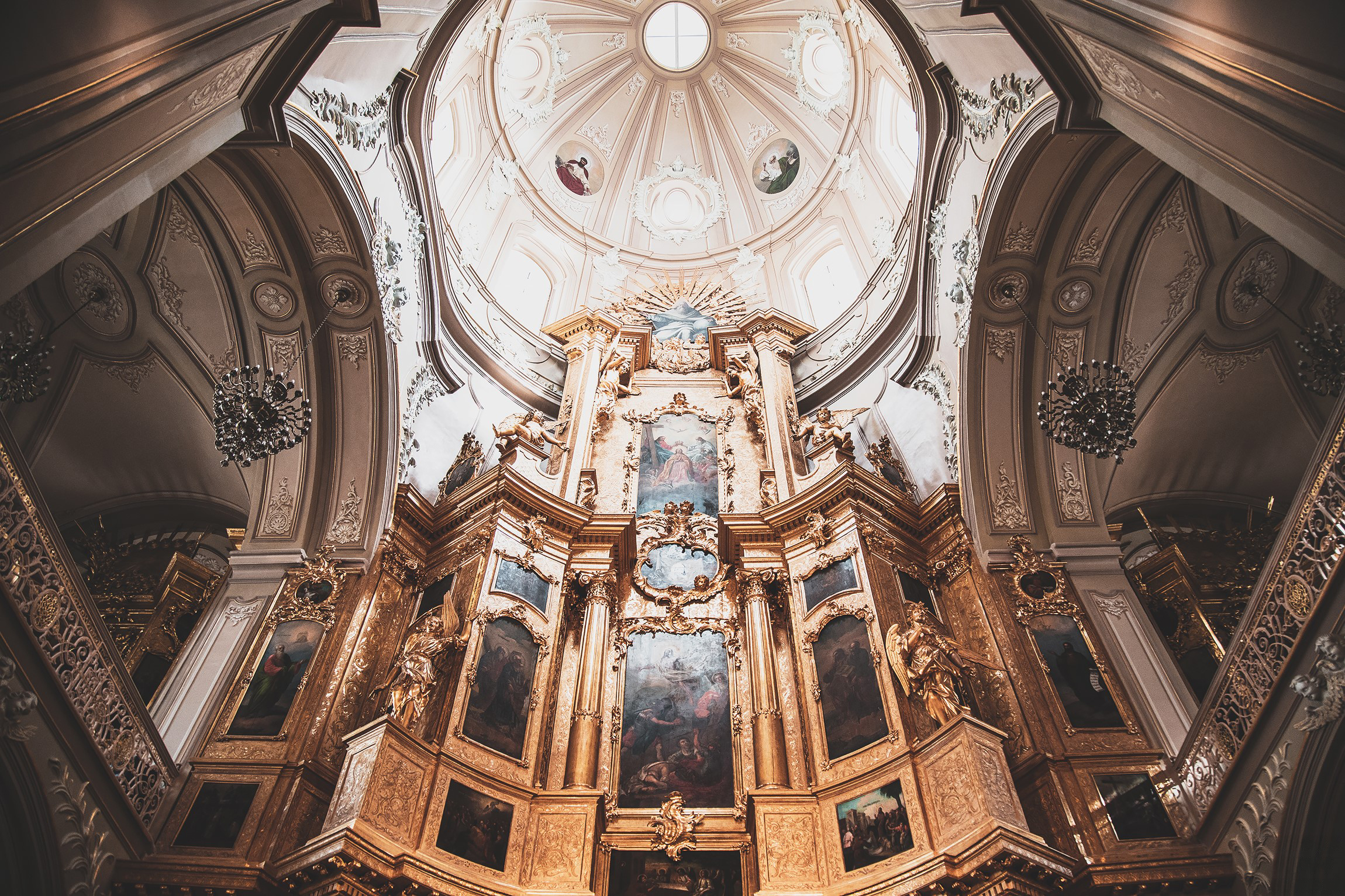
Iconostasio y cúpula
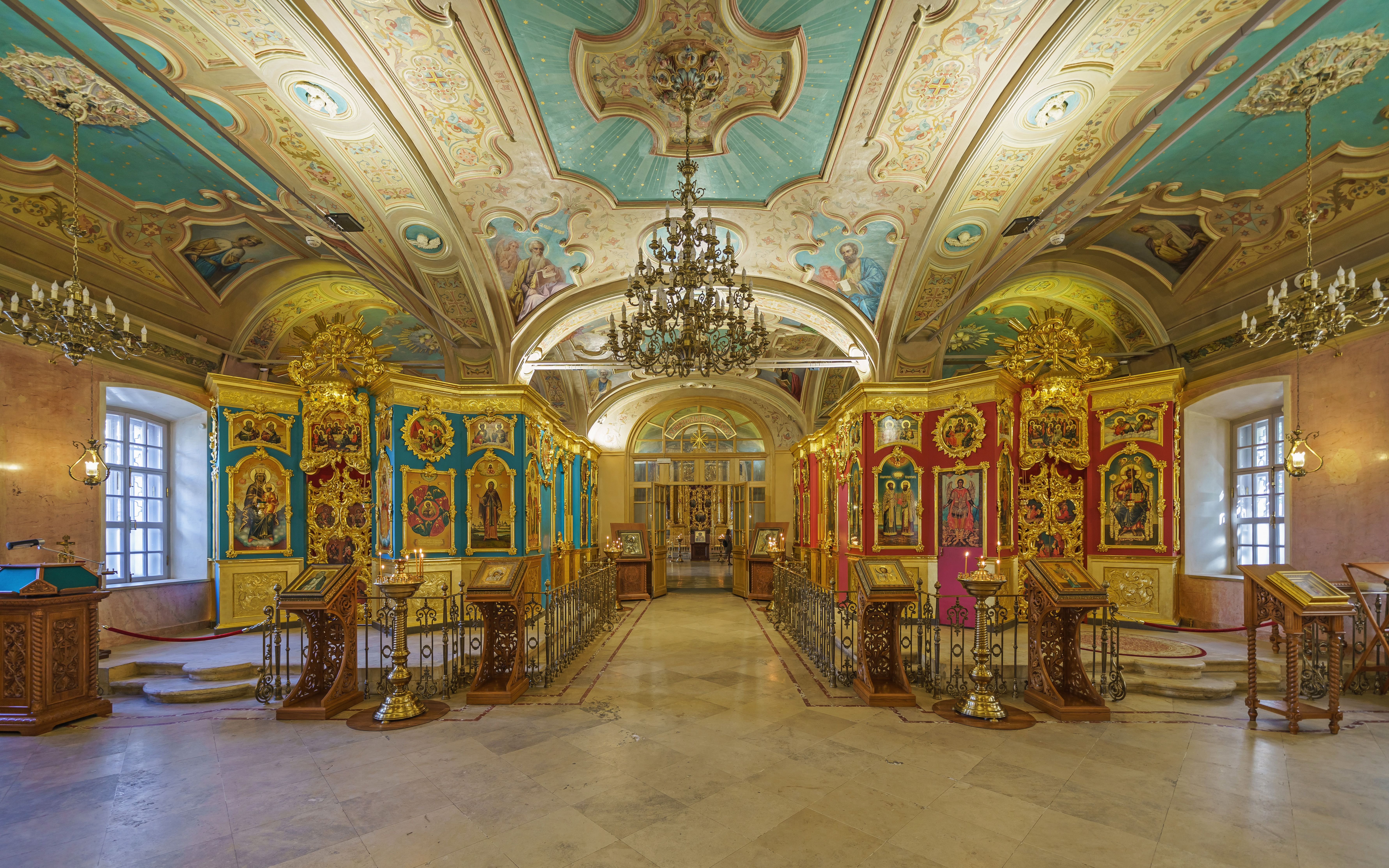
Interior de la iglesia